# ولادیسلاو نلیوبین
ولادیسلاو نلیوبین (روسی: Владислав Викторович Нелюбин؛ زادهٔ ۸ نوامبر ۱۹۴۷) دوچرخه‌سوار اهل قرقیزستان است.